# أبي طاهر الإسفرايني
 أبي طاهر الإسفرايني  ولد سنة 344 هـ ومات في شوال سنة 406 هـ وانتهت إليه رياسة الدنيا والدين في بغداد، وعلق عنه تعاليق في شرح المزني وعلق عنه أصول الفقه، طبق الأرض بالأصحاب وجمع مجلسه ثلاثمائة متفقه، واتفق الموافق والمخالف على تفضيله وتقديمه في جودة الفقه وحسن النظر ونظافة العلم 